# 井澤巧麻
井澤 巧麻（いさわ たくま、1994年3月28日 - ）は、日本の俳優。宮城県柴田郡柴田町出身。サンミュージックブレーン所属。

## 経歴
2013年、ソニー・ミュージックアーティスツ初のボーイズオーディション「ダンリョク」でファイナリストに選ばれる。同期には渡辺佑太朗がいる。
2015年1月、サンミュージック若手俳優ユニット「SUNPLUS」に所属。
2018年6月16日、ソロイベントで1st ALBUM「INTRODUCTION」を発売、全楽曲のプロデュース・作詞作曲を自身が担当。
2024年12月31日、SUNPLUSを卒業。

## 人物
特技はギター、作詞作曲、DTM、中国語。
学生時代、親からプレゼントされたMr.Childrenのライブに行ったことがきっかけでギターを触り始める。そのうち友人らとバンドを組んで学祭でライブをしたり自身で作詞作曲をするなど、音楽の道を志すようになり、18歳で上京。
路上ライブなど音楽活動をする傍らで、現事務所サンミュージックブレーンのスタッフにスカウトされ俳優活動を始める。
以降舞台やドラマ、イベントなどで活躍。近年は特に映像作品に力を入れている。
趣味は旅行、カフェ巡り、料理、インテリア、芸術鑑賞。
普段使っているマップアプリには数百件を超えるカフェやレストランを保存している。また、料理好きで自宅にて焼きおにぎりを40分かけて焼いていることや、麻婆豆腐を中華の調味料を使い本格的に作っていることが語られている。
旅行好きでフットワークの軽い性格から、一人で海外旅行へ行くこともある。

## 出演

### テレビ
- 「オンナの解放区」今日から・・・好きになってもいいデスカ （2015年7月17日、BSジャパン）
- 「丸の内小町」（2018年8月5日、テレビ朝日）
- 「シェイクスピア・ラン」#14「マクベス」（2022年7月3日、BS松竹）
- 金曜ドラマ「クロサギ」第5話（2022年11月18日、TBS）
- 中京テレビ「不覚にもキュンときた」三上悠亜の恋愛実話「堕ちて、落ちたら、陽がのぼる」ケンタ 役 2023年2月
- 関テレドラマ「インフォーマ」第8話（2023年3月）
- CBC オムニバスショートドラマ「マクラコトバ」第３話 吉田大輝 役（2023年3月）
- NHK大河ドラマ「どうする家康」第20回 岡崎若手武士役（2023年5月）
- フジテレビ系音楽情報番組「Tune」（2023年9月）
- あざとくて何が悪いの？ (2024年3月15日、テレビ朝日系列 ) - 再現ドラマ出演
- 寺西一浩ミステリー「SPELL」緑の猿の逆襲（2024年11月24日 - 2024年12月15日、BSフジ）- 遠藤潤紀役
- 「チャージ！」（2024年12月6日、khb）

### 映画
- 映画「東京リベンジャーズ2」“血のハロウィン編”『-運命-』（2023年4月21日）、『-決戦-』（2023年6月30日）-芭流覇羅メンバー役

### バラエティ
- #9「おでかけ！ in 小田原」（2020年5月、ホームドラマチャンネル）
- 「tkmkキッチン」（2021年3月24日、WOWOＷ）
- NHK Eテレ 「趣味どきっ！」『歩く歩く まんぽ旅 街の魅力を再発見 (5) 色彩の妙を探す』（2024年11月4日）
- NHK Eテレ 「趣味どきっ！」『歩く歩く まんぽ旅 街の魅力を再発見 (6)光の工夫を探す』（2024年11月11日）

### TVCM
- UHA味覚糖「SIXPACKプロテインバー」キス篇・冷蔵庫篇[4]
- NTT西日本「オープンイノベーションで新しい未来を篇」(2023年4月)
- 資生堂　マキアージュ「マキアージュ ドラマティックエッセンスルージュ」無邪気な誘惑篇(2023年9月)
- 明治「脂肪対策ヨーグルト」明治からだ応援団篇、健康診断対策篇(2024年6月)
- 明治 LG21「胃の調子が気になる藤原さん」篇(2025年4月)
- 静岡ガスグループ「わくわく」篇(2025年6月)
- バンダイ「ガンダムカードゲーム」(2025年6月)

### 舞台
- 東京ワンピースタワー ONE PIECE LIVE ATTRACTION（2015年3月13日 - 9月13日、東京タワー フットタウン内）- サンジ 役
- パルコ・プロデュース2016「露出狂」（2016年10月5日・8日・9日、Zeppブルーシアター六本木） - チーム狂・蒲郡 役
- ミュージカル『テニスの王子様』3rdシーズン （2017年 - 2020年）- 柳蓮二 役[5]
  - 青学vs立海（2017年7月14日 - 10月1日、TOKYO DOME CITY HALL 他）
  - 青学vs比嘉（2017年12月21日 - 2018年2月18日、TOKYO DOME CITY HALL 他）
  - TEAM Party RIKKAI（2018年4月5日 - 8日、日本青年館）[6]
  - Dream Live 2018 （2018年5月5日 - 6日、神戸ワールド記念ホール / 5月19日 - 20日、横浜アリーナ）
  - テニミュ文化祭（2018年11月23日 - 24日、池袋・サンシャインシティ ワールドインポートマートビル4階 展示ホールA）
  - 全国大会 青学vs立海 前編（2019年7月11日 - 9月29日、TOKYO DOME CITY HALL 他）
  - 秋の大運動会 2019（2019年10月8日 - 9日、横浜アリーナ）
  - 全国大会 青学vs立海 後編（2019年12月19日 - 2020年2月16日、TOKYO DOME CITY HALL 他）
  - Thank-you Festival 2020（2020年2月26日 - 3月1日、カルッツかわさき ホール）※本人として登壇[7]
  - Dream Live 2020（2020年5月22日 - 24日、大阪城ホール / 5月29日 - 31日、ぴあアリーナMM）→新型コロナウイルス感染防止のため全公演中止
- 八王子ゾンビーズ（2018年8月5日 - 19日、TBS赤坂ACTシアター）- 三太 役[8][9]
- 舞台「若様組まいる〜若様とロマン〜」（2018年10月6日 - 21日、三越劇場）- 福田春之助 役[10]
- 歳が暮れ・るYO 明治座大合戦祭（2018年12月28日 - 31日、明治座 / 2019年1月19日、梅田芸術劇場 メインホール）- 山本光幸 役[11]
- 音楽朗読劇「ザ・グレイト・ギャツビー」（2019年1月13日、TOKYO FM HALL）- ギャツビー 役[12]
- 舞台「僕のド・るーク」（2019年3月9日 - 10日、オルタナティブシアター）- サリエリとモーツァルト コンスタンツェ 役 / こころ 兄 役 / 森の主と少年 少年 役[13]
- SUNPLUS 第1回公演「SUMMER BAZAAR～夏の終わり～」（2019年10月18日 - 27日、新宿村LIVE）- 秋吉風太 役[14]
- あんさんぶるスターズ！シリーズ ‐ 深海奏汰 役
  - 『あんさんぶるスターズ！エクストラ・ステージ』～Meteor Lights～（2021年4月10日 - 5月16日、天王洲 銀河劇場 他）
  - 『あんさんぶるスターズ！THE STAGE』-Party Live-（2023年3月25日・26日、ぴあアリーナMM）[15]
- ミュージカル 『October Sky-遠い空の向こうに-』（2021年10月6日 - 24日、Bunkamuraシアターコクーン）- オデル 役[16]
- 舞台『GARNET OPERA』（2022年1月21日 - 2月26日、EX THEATER ROPPONGI 他）- 真田幸村 役[17]
- テーマ 我が家の家族（2022年5月18日 - 22日、俳優座劇場）- 太田圭輔 役[18]
- 舞台  ｢LIAR GAME murder mystery｣ (2023年3月7日 - 12日、飛行船シアター)[19]
- 舞台「わたしの幸せな結婚」－帝都陸軍オクツキ奇譚－」（2023年8月11日 - 20日、シアター1010） - 松平士道 役[20]
- MUSICAL SHOW「日劇前で逢いましょう〜昭和みたいな恋をしよう〜」（2023年10月27日 - 29日、COOL JAPAN PARK OSAKA TTホール / 11月2日 - 12日、サンシャイン劇場） - 沢井健二 役[21]
- シンる・ひま   オリジナ・る　ミュージカ・る「ながされ・る君へ～足利尊氏太変記～」（2023年12月28日 - 31日、明治座）-  北条時行 役[22]
- ミュージカル「GIRLFRIEND」（2024年6月14日 - 7月3日、シアタークリエ） - 主演・ウィル 役[23]
- 舞台「武士の献立」(2024年11月9日 - 11月17日、草月ホール）- 主演・舟木安信 役
- 私立探偵 濱マイク-遥かな時代の階段を-（2025年2月6日 - 11日、サンシャイン劇場 / 2月15日・16日、COOL JAPAN PARK OSAKA TTホール / 2月22日・23日、ウインクあいち） - 黒狗会・山口 役[24]
- 加藤啓アワー 「私、鬼になるね」(2025年7月20日、雷5656会館) - ゲスト出演

### ライブ/イベント
- ISAWA TAKUMA TALK&LIVE ≪HOME≫（2018年6月16日、東京：江古田Buddy）
- ISAWA TAKUMA TALK&LIVE ≪HOME≫vol.2（2019年3月30日 - 31日・追加公演：4月1日、東京：江古田Buddy）
- ISAWA TAKUMA Online TALK&LIVE ≪HOME≫vol.3（2020年8月16日、Zoomウェビナー）
- 1st写真集『みちくさ』発売記念イベント（2020年11月22日、大阪・名古屋／12月12日、東京）
- 音楽ライブイベント「TWi Fes Vol.4」（2023年3月、渋谷 WWW X）
- 「ISAWA TAKUMA TALK＆LIVE＜HOME＞Vol.4〜Birthday Special〜」（2023年4月、KIWA TENNOZ）
- 音楽ライブイベント「2.5BOX LIVE｣（2023年9月、I'M A SHOW）
- 「ISAWA TAKUMA talk&live《HOME》 〜30th Birthday Special〜」（2024年10月、 ZEAL THEATER TOKYO ）
- 「井澤巧麻 31st Birthday Event ～10周年ありがとう～」(2025年5月、 J-SQUARE SHINAGAWA)

### ラジオ
- 「渋谷のラジオの学校」（2016年11月29日22時、渋谷区コミュニティFM） - ゲスト出演[25]
- 「渋谷のラジオの学校」（2018年6月18日23時、渋谷区コミュニティFM） - ゲスト出演[26]

### WEB
- エンタメステーション 加藤 将×井澤巧麻 対談
- テレビジョン  井澤巧麻×前田隆太朗 対談 (全3回)
- エンタステージ 井澤巧麻＆前田隆太朗 稽古場レポート
- ぴあ 甲斐翔真×阿部顕嵐×井澤巧麻×福崎那由他 インタビュー
- エンタステージ 甲斐翔真×阿部顕嵐×井澤巧麻×福崎那由他 インタビュー
- 「はたらくゲンバ」ウェブサイトイメージモデル

### WEBドラマ
- 茨城県インバウンドプロモーション SHORT MOVIE編 #3 出演（2022年10月）
- TopShortショートドラマ「電撃婚〜社長様とのトキメキ恋〜」主演-藤原颯真役（2024年6月）
- topoオリジナルドラマ「聖恋（ＳＥＩＲＥＮ）-聖なる夜にこたえあわせを-」藤崎凌太役（2024年9月 - 2024年12月）
- YouTubeドラマシリーズ｢東京彼女｣11月号『たちんぼ女子編』大河役（2024年11月）
- スワイプドラマ「10000いいねのカラダ」大和役(2024年12月）
- DramaBox「成り上がり若会長里帰り無双 」主演-東海林安章役（2025年1月）
- BUMP「弊社死ね！」『モラハラ夫篇』陽平役（2025年2月）
- VerVi「トウキョウコワイ」第8話『ピッピ男』アキラ役（2025年2月）

### WEB CM
- Web CM 大林組
- Web CM「Amazon Flex Japan」自分らしく、自由な働き方へ。篇（2022年10月）
- Web CM「BASE」アイデアオーナー篇（2023年7月）
- Web CM 「Samsung Galaxy Z Flip6」今すぐ必要な文章もこんなに簡単篇（2024年8月）

### Web番組
- 加藤将のあんなあんな聞いてッ #3（2018年10月31日、ニコニコ生放送）- ゲスト出演[27]
- 永田聖一朗・松村優のWhat do you say? #4（2018年12月24日、ニコニコ生放送）- ゲスト出演[28]
- 公式前田館｜前田館だけのおトクな大薮 ～前田隆太朗おめでとう！リモートお誕生日パーティー編～（2020年5月29日、ニコニコ生放送）- ゲスト出演
- ニコニコチャンネル＋「井澤巧麻のパクっと世界を食べ尽くす！」（2023年3月〜）

### ミュージック・ビデオ
- Uru「Never ends」（2025年7月11日公開）[29]

### 雑誌
- 「ジャンプSQ. 2017年10月号」加藤将、井澤巧麻 インタビュー（2017年9月4日発売）
- 「MIRAKUU Vol.16」イケメン俳優の1日保育士体験★井澤巧麻（2016年10月15日発売）
- 「JUNON 2018年11月号」今月の推し（2018年9月22日発売）
- 「JUNON 2019年2月号」キス顔のお年玉（2018年12月20日発売）
- ｢ジャンプSQ. 2019年7月号｣井澤巧麻、前田隆太朗 インタビュー （2019年6月4日発売）

### 写真集
- 井澤巧麻1st写真集「みちくさ」（2020年6月30日発売）

### ボイスドラマ
- 吾輩は○○である！（2021年11月12日 - YouTube）- 天代森由乃 役

## ディスコグラフィ

### アルバム
|        | 発売日        | タイトル         | 楽曲                       | 備考                                         |
| 2018年 | 2018年        | 2018年           | 2018年                     | 2018年                                       |
| ------ | ------------- | ---------------- | -------------------------- | -------------------------------------------- |
| 1st    | 2018年6月16日 | 「INTRODUCTION」 | 01 君色パレット            | 全楽曲のプロデュース・作詞作曲を自身が担当。 |
| 1st    | 2018年6月16日 | 「INTRODUCTION」 | 02 ３年目のミルクティー    |                                              |
| 1st    | 2018年6月16日 | 「INTRODUCTION」 | 03 春、巡る君              |                                              |
| 1st    | 2018年6月16日 | 「INTRODUCTION」 | 04 世界で1番優しいさよなら |                                              |
| 1st    | 2018年6月16日 | 「INTRODUCTION」 | 05 Dancing In The Mood     |                                              |
| 1st    | 2018年6月16日 | 「INTRODUCTION」 | 06 Fighter                 |                                              |
| 1st    | 2018年6月16日 | 「INTRODUCTION」 | 07 星のかけら              |                                              |
| 1st    | 2018年6月16日 | 「INTRODUCTION」 | 08 旅の途中                |                                              |

### シングル
|        | 発売日        | タイトル      | 楽曲                           | 備考                           |
| 2018年 | 2018年        | 2018年        | 2018年                         | 2018年                         |
| ------ | ------------- | ------------- | ------------------------------ | ------------------------------ |
| 1st    | 2019年3月29日 | 「BLUE BIRD」 | 01 BLUE BIRD                   | 全楽曲の作詞作曲を自身が担当。 |
| 1st    | 2019年3月29日 | 「BLUE BIRD」 | 02 Walk On                     |                                |
| 1st    | 2019年3月29日 | 「BLUE BIRD」 | 03 Be My Girl(You are my love) |                                |

## オリジナル曲
- スペースシップ
- 渇いた雨
- I’m sorry
- 君色パレット(2016年、SUNPLUS映画部が作った作品「青春24時間切符」の主題歌)
- ワンフレーズソング (公開日：2016年5月31日)[31]
- 台湾ロケDVD「我们是SUNPLUS。-SUNPLUS in TAIWAN-」挿入歌「旅の途中」・エンディング「Hello」
- 香港ロケDVD「灯火辉煌的香港 -SUNPLUS in HONGKONG-」挿入歌「星のかけら」・エンディング「シャッターチャンス」
- シンガポールロケDVD「小小的世界旅行 -SUNPLUS in SINGAPORE-」挿入歌「Sunday Drive」・エンディング「Long Way」
- 成都ロケDVD「有缘千里来相会 ～SUNPLUS in CHENGDU～」オープニング・挿入歌「OH MY LADY」・エンディング「wish」
- Your SUN (第6回SUNPLUSファンミーティングオープニングソング)[32][33]
- with U (第7回SUNPLUSファンミーティングエンディングソング) [34]